# Douglas Wickenheiser
Douglas Peter Wickenheiser (né le 30 mars 1961 à Regina, dans la province de la Saskatchewan au Canada - mort le 12 janvier 1999) est un joueur professionnel de hockey sur glace qui joua pour les Canadiens de Montréal, les Blues de Saint-Louis, les Canucks de Vancouver, les Rangers de New York et les Capitals de Washington de la Ligue nationale de hockey.

## Carrière
Pressenti pour devenir une supervedette[réf. nécessaire], il est repêché par les Canadiens de Montréal en première position du repêchage d'entrée dans la LNH 1980. La jeune vedette de la Ligue de hockey de l'Ouest joue alors pour les Pats de Regina et mène, au terme de la saison 1979-1980, la ligue pour les buts marqués. Le capitaine des Pats conduit son club au tournoi de la Coupe Memorial et est nommé joueur de la Ligue canadienne de hockey de l'année. Il obtient également le Trophée Bob Clarke pour le plus grand nombre de buts inscrits dans la saison.
Il est plus tard échangé aux Blues. Il termine sa carrière avec 556 matches joués dans la ligue, comptant 111 buts et ajoutant 165 passes.
On lui diagnostique un cancer en 1998 duquel il meurt le 12 janvier 1999 à Saint-Louis, dans le Missouri.

## Parenté dans le sport
Sa cousine Hayley Wickenheiser est une sportive olympique canadienne.

## Statistiques
| Saison     | Équipe                 | Ligue         |     | Saison régulière | Saison régulière | Saison régulière | Saison régulière | Saison régulière |    | Séries éliminatoires | Séries éliminatoires | Séries éliminatoires | Séries éliminatoires | Séries éliminatoires |
| Saison     | Équipe                 | Ligue         | PJ  | B                | A                | Pts              | Pun              | PJ               | B  | A                    | Pts                  | Pun                  |                      |                      |
| 1977-1978  | Pats de Regina         | LHOC          | 68  | 37               | 51               | 88               | 49               | 13               | 4  | 5                    | 9                    | 4                    |                      |                      |
| 1978-1979  | Pats de Regina         | LHOu          | 68  | 32               | 62               | 94               | 141              | --               | -- | --                   | --                   | --                   |                      |                      |
| 1979-1980  | Pats de Regina         | LHOu          | 71  | 89               | 81               | 170              | 99               | 18               | 14 | 26                   | 40                   | 22                   |                      |                      |
| 1980-1981  | Canadiens de Montréal  | LNH           | 41  | 7                | 8                | 15               | 20               | --               | -- | --                   | --                   | --                   |                      |                      |
| 1981-1982  | Canadiens de Montréal  | LNH           | 56  | 12               | 23               | 35               | 43               | --               | -- | --                   | --                   | --                   |                      |                      |
| 1982-1983  | Canadiens de Montréal  | LNH           | 78  | 25               | 30               | 55               | 49               | --               | -- | --                   | --                   | --                   |                      |                      |
| 1983-1984  | Canadiens de Montréal  | LNH           | 27  | 5                | 5                | 10               | 6                | --               | -- | --                   | --                   | --                   |                      |                      |
| 1983-1984  | Blues de Saint-Louis   | LNH           | 46  | 7                | 21               | 28               | 19               | 11               | 2  | 2                    | 4                    | 2                    |                      |                      |
| 1984-1985  | Blues de Saint-Louis   | LNH           | 68  | 23               | 20               | 43               | 36               | --               | -- | --                   | --                   | --                   |                      |                      |
| 1985-1986  | Blues de Saint-Louis   | LNH           | 36  | 8                | 11               | 19               | 16               | 19               | 2  | 5                    | 7                    | 12                   |                      |                      |
| 1986-1987  | Blues de Saint-Louis   | LNH           | 80  | 13               | 15               | 28               | 37               | 6                | 0  | 0                    | 0                    | 2                    |                      |                      |
| 1987-1988  | Canucks de Vancouver   | LNH           | 80  | 7                | 19               | 26               | 36               | --               | -- | --                   | --                   | --                   |                      |                      |
| 1988-1989  | Équipe Canada          | International | 26  | 7                | 15               | 22               | 40               |                  |    |                      |                      |                      |                      |                      |
| 1988-1989  | Spirits de Flint       | LIH           | 21  | 9                | 7                | 16               | 18               | --               | -- | --                   | --                   | --                   |                      |                      |
| 1988-1989  | Skipjacks de Baltimore | LAH           | 2   | 0                | 5                | 5                | 0                | --               | -- | --                   | --                   | --                   |                      |                      |
| 1988-1989  | Rangers de New York    | LNH           | 1   | 1                | 0                | 1                | 0                | --               | -- | --                   | --                   | --                   |                      |                      |
| 1988-1989  | Capitals de Washington | LNH           | 16  | 2                | 5                | 7                | 4                | 5                | 0  | 0                    | 0                    | 2                    |                      |                      |
| 1989-1990  | Skipjacks de Baltimore | LAH           | 35  | 9                | 19               | 28               | 22               | 12               | 2  | 5                    | 7                    | 22                   |                      |                      |
| 1989-1990  | Capitals de Washington | LNH           | 27  | 1                | 8                | 9                | 20               | --               | -- | --                   | --                   | --                   |                      |                      |
| 1990-1991  | Asiago                 | Serie A       | 35  | 25               | 32               | 57               | 9                | --               | -- | --                   | --                   | --                   |                      |                      |
| 1991-1992  | Bayreuth SV            | 2.GBun        | 4   | 4                | 3                | 7                | 6                | --               | -- | --                   | --                   | --                   |                      |                      |
| 1991-1992  | EC Klagenfurt AC       | EBEL          | 22  | 7                | 12               | 19               | --               | --               | -- | --                   | --                   | --                   |                      |                      |
| 1992-1993  | Rivermen de Peoria     | LIH           | 80  | 30               | 45               | 75               | 30               | 4                | 0  | 2                    | 2                    | 2                    |                      |                      |
| 1993-1994  | Komets de Fort Wayne   | LIH           | 73  | 22               | 37               | 59               | 22               | 14               | 2  | 2                    | 4                    | 4                    |                      |                      |
| Totaux LNH | Totaux LNH             | Totaux LNH    | 556 | 111              | 165              | 276              | 286              | 41               | 4  | 7                    | 11                   | 18                   |                      |                      |